# 叙利亚北部古村落群
叙利亚北部古村落群，常被称为“死城”，（阿拉伯语：‎），是位于阿勒颇和伊德利卜之间的一组约40个已废弃的定居点。这些城镇多建于一至七世纪，是罗马和拜占庭时期叙利亚人生活的见证。许多城镇保存状况完好，保留有民居，神庙，教堂，蓄水池和澡堂等建筑。部分遗迹内还显示出使用水利设施和防护墙等罗马农业技术的迹象。这些城镇也是罗马帝国基督教化过程的见证。

## 历史
有观点认为，这些定居点中的居民是富裕农民，他们经由橄榄种植而致富，进而建造起了较大规模的城镇。另有观点认为这些城镇是拜占庭帝国内部商路上的贸易城市，阿拉伯征服后，它们失去了原先的地理优势而衰落。一千年来这些城镇始终处于废弃状态，加之当地居民很少将遗址中的材料用于其他建筑，因此景观基本保持了原状。
在叙利亚内战前，这些古村落遗址上少有考古发掘，游客可以自由前往。古村落附近有许多居民，对游客多持欢迎的态度。
目前遗址处于交战区中，其中的圣西蒙教堂等遗址已经严重损坏。2013年叙利亚北部古村落群被列入处于危险的世界遗产目录。

## 著名地点和建筑
- 加洛塔城堡，位于阿勒颇以西20千米。最早是建于2世纪的罗马神庙，在5世纪改为教堂，10世纪改为城堡。附近有两座分别建于492年和6世纪末的教堂。[3][4]
- 卡拉布·沙姆斯教堂，位于阿勒颇以西21千米，建于四世纪，是中东最早的基督教宗教建筑之一。[5]
- 法菲尔丁教堂，位于阿勒颇以西22千米，建于372年。[6]
- 西姆卡定居点，位于阿勒颇以西24千米，在二世纪建立，七世纪废弃，含有一座四世纪的教堂。
- 穆沙巴克教堂，位于阿勒颇西北25千米，470年左右建立。
- 巴尔贾卡定居点，位于阿勒颇西北26千米，含有6世纪的隐修士塔和礼拜堂。
- 卡夫尔·那布定居点，位于阿勒颇以西29千米，包含有一个可追溯之前九世纪的亚述村庄遗址，现有许多五、六世纪的民居保存完好。
- 基马尔定居点，位于阿勒颇西北35千米，是一个始建于五世纪的拜占庭村庄，目前有许多塔楼、蓄水池保存完好。
- 圣西蒙教堂（英语：Church of Saint Simeon Stylites），位于阿勒颇西北35千米，建于五世纪。
- 艾因·达拉神庙（英语：Ain Dara (archaeological site)），位于阿勒颇西北45千米，是一个公元前十世纪和八世纪之间的叙利亚－赫梯神庙。
- 居鲁斯（英语：Cyrrhus），位于阿勒颇以北65千米，含有一个罗马圆形剧场，两座保存完好的桥梁。
- 塞吉拉（英语：Serjilla），位于哈马以北65千米，阿勒颇西南80千米，建于约473年，含有保存至今的澡堂和礼堂，内有马赛克画和壁画。
- 巴拉，位于同名现代城镇旁边，在哈马以北65千米，阿勒颇西南80千米。阿拉伯征服后此城镇未被废弃，成为了安条克大主教之下的一个主教驻地，后来被第一次十字军征服，12世纪因地震而废弃。

## 图集

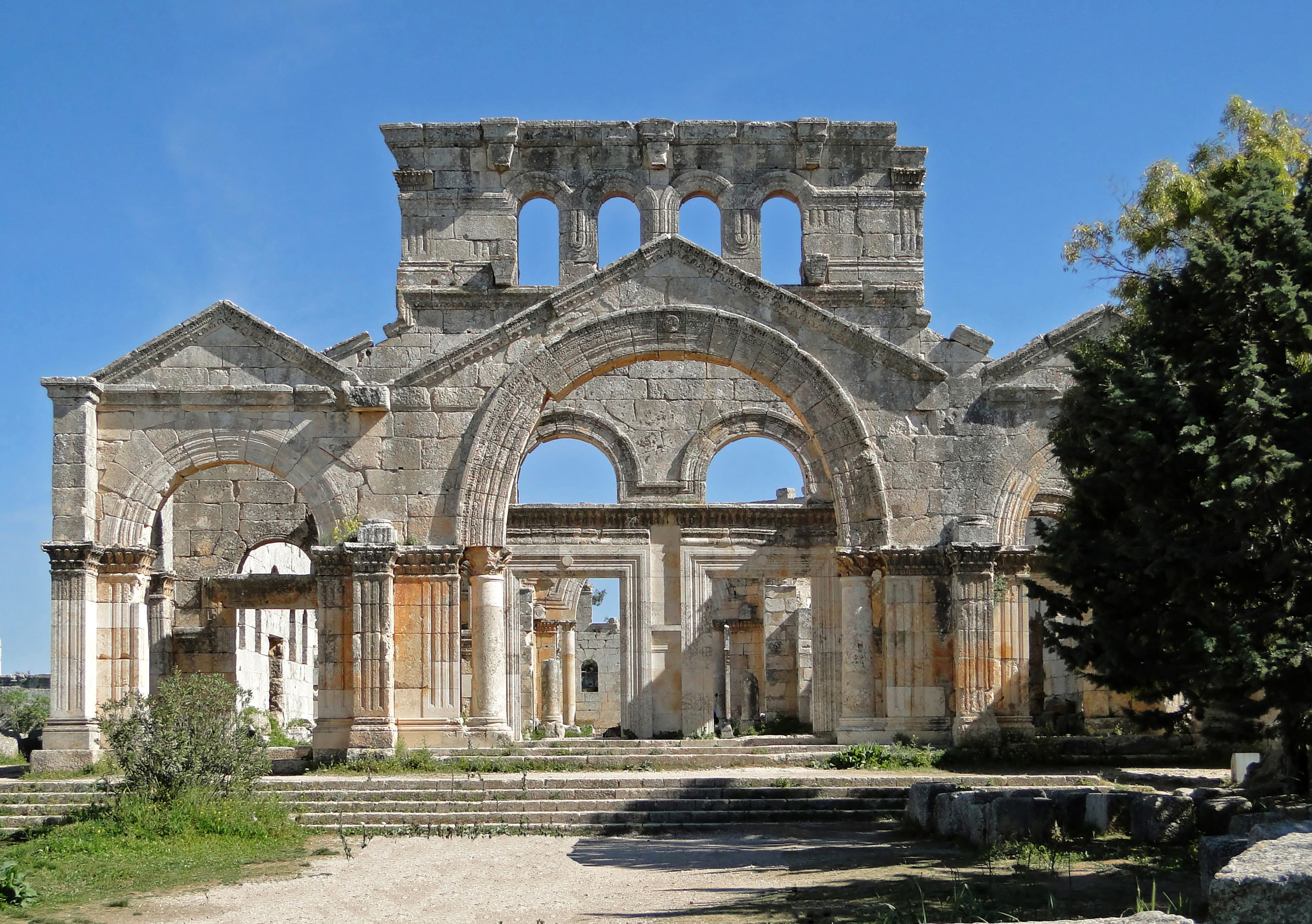
圣西蒙教堂
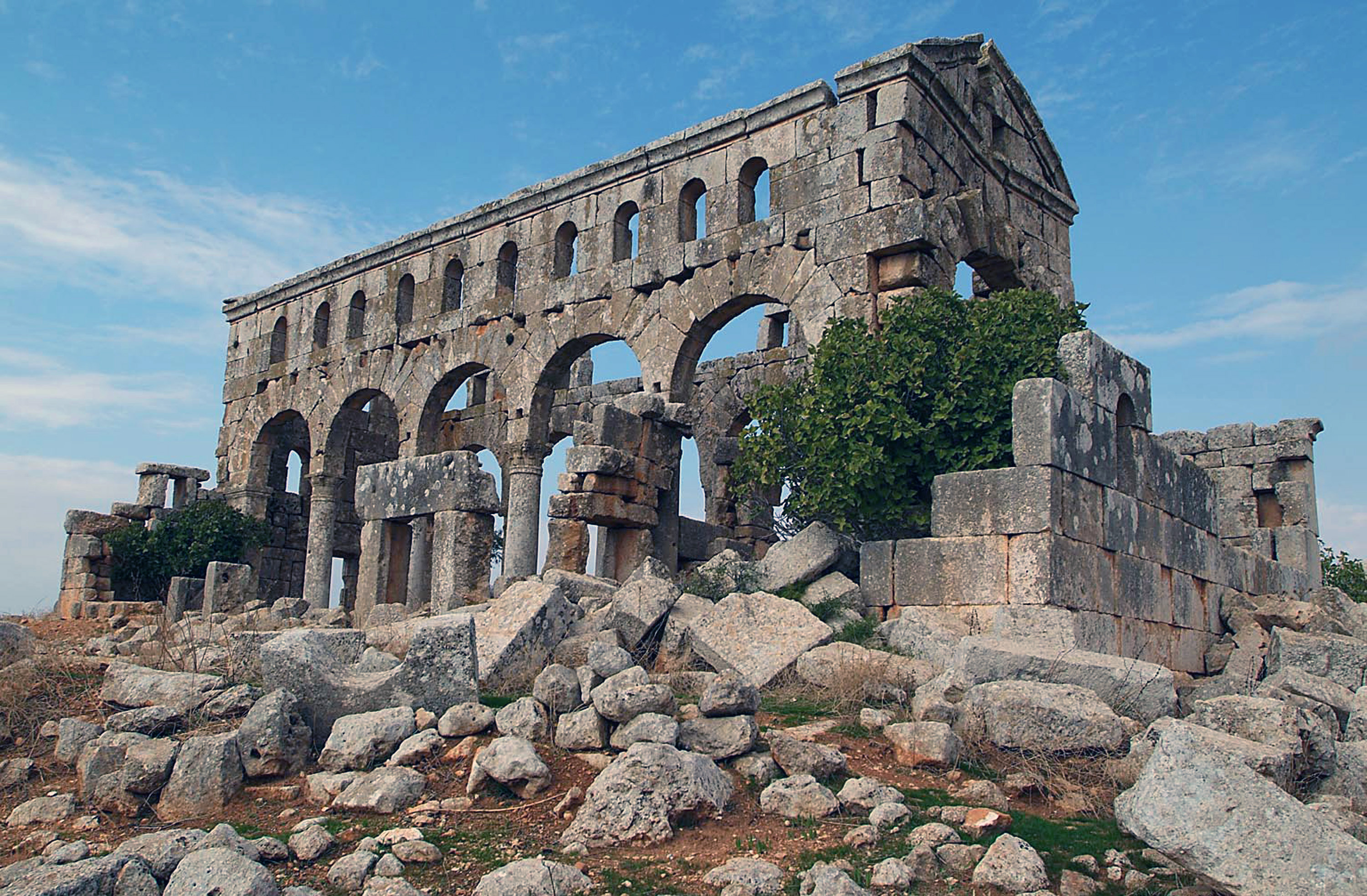
卡拉布·沙姆斯教堂
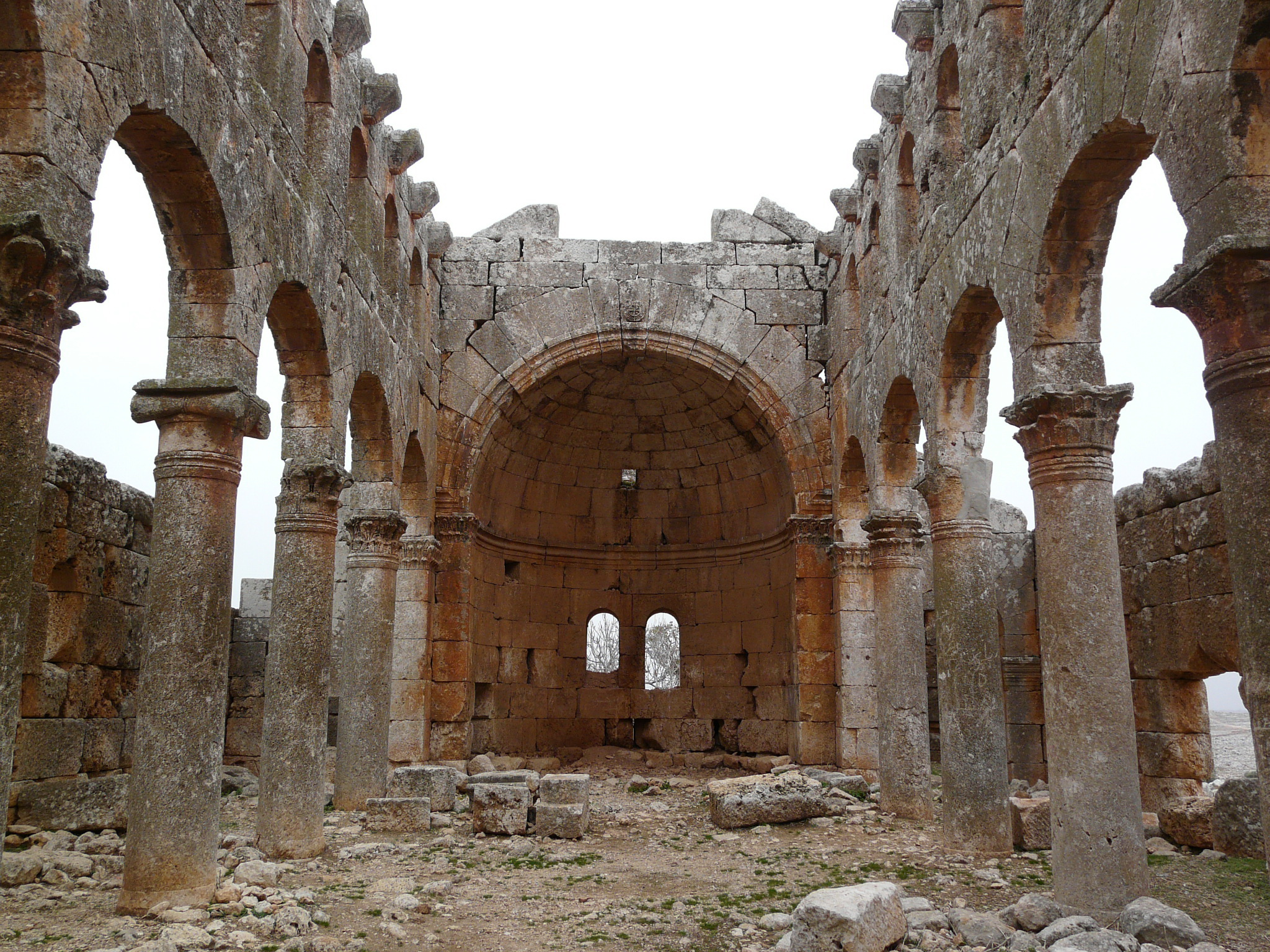
穆沙巴克教堂
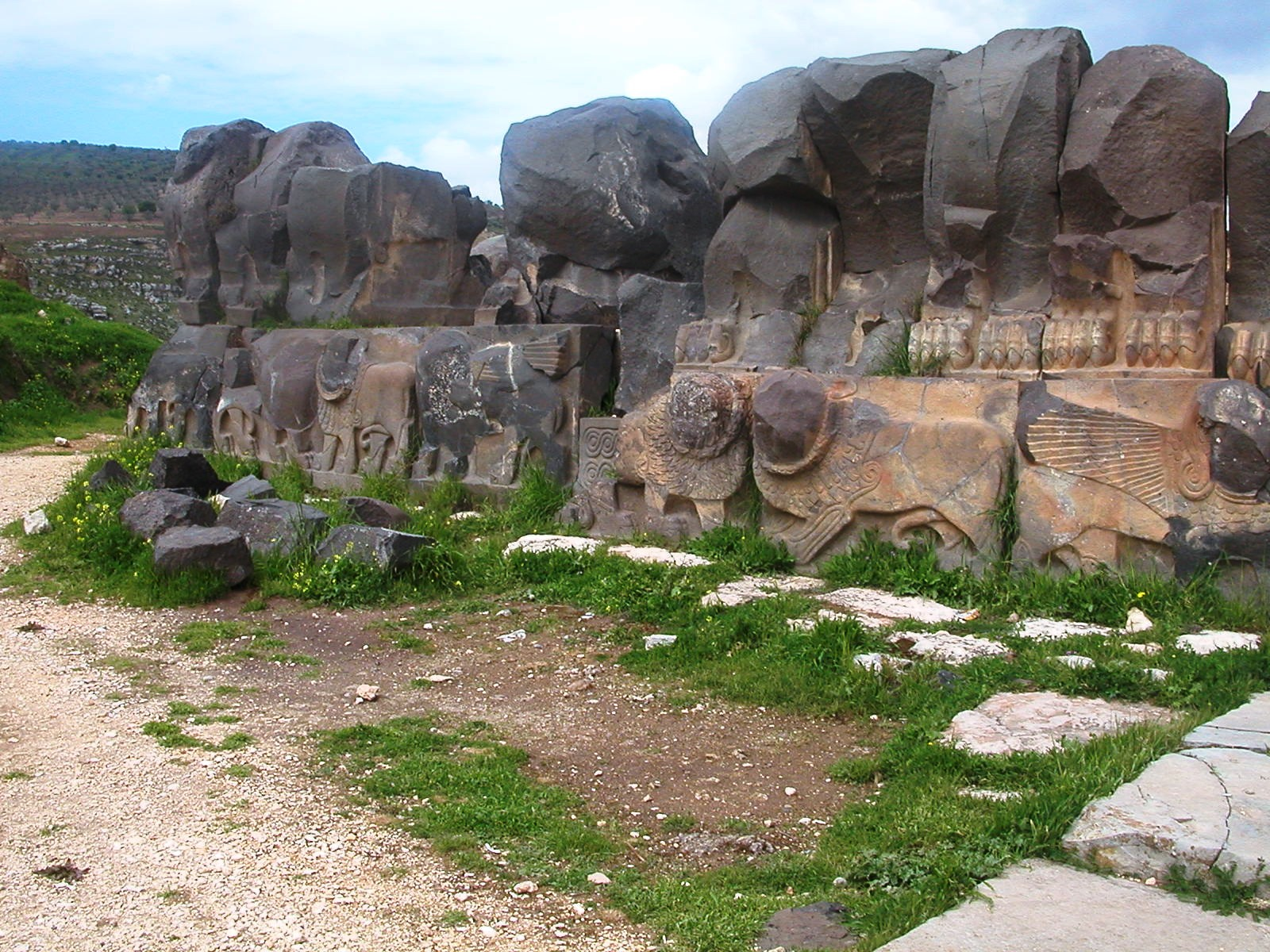
艾因·达拉神庙

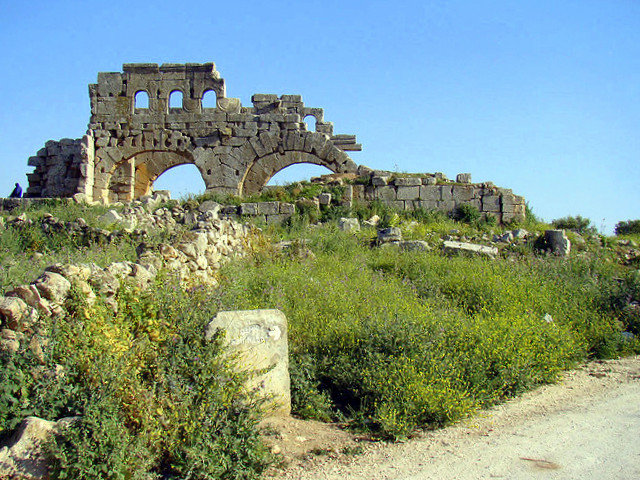
巴拉德（英语：Barad, Syria）
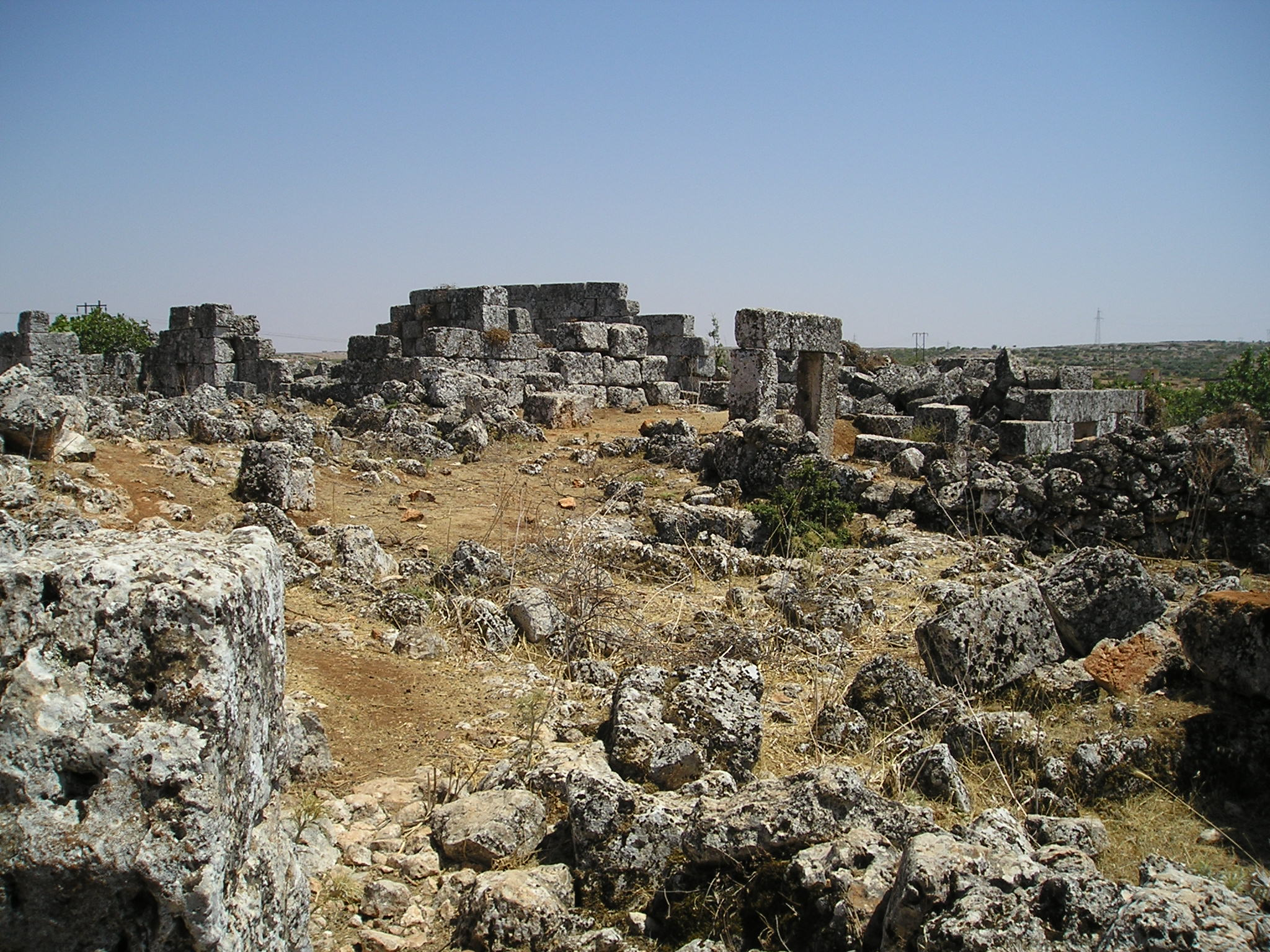
巴拉
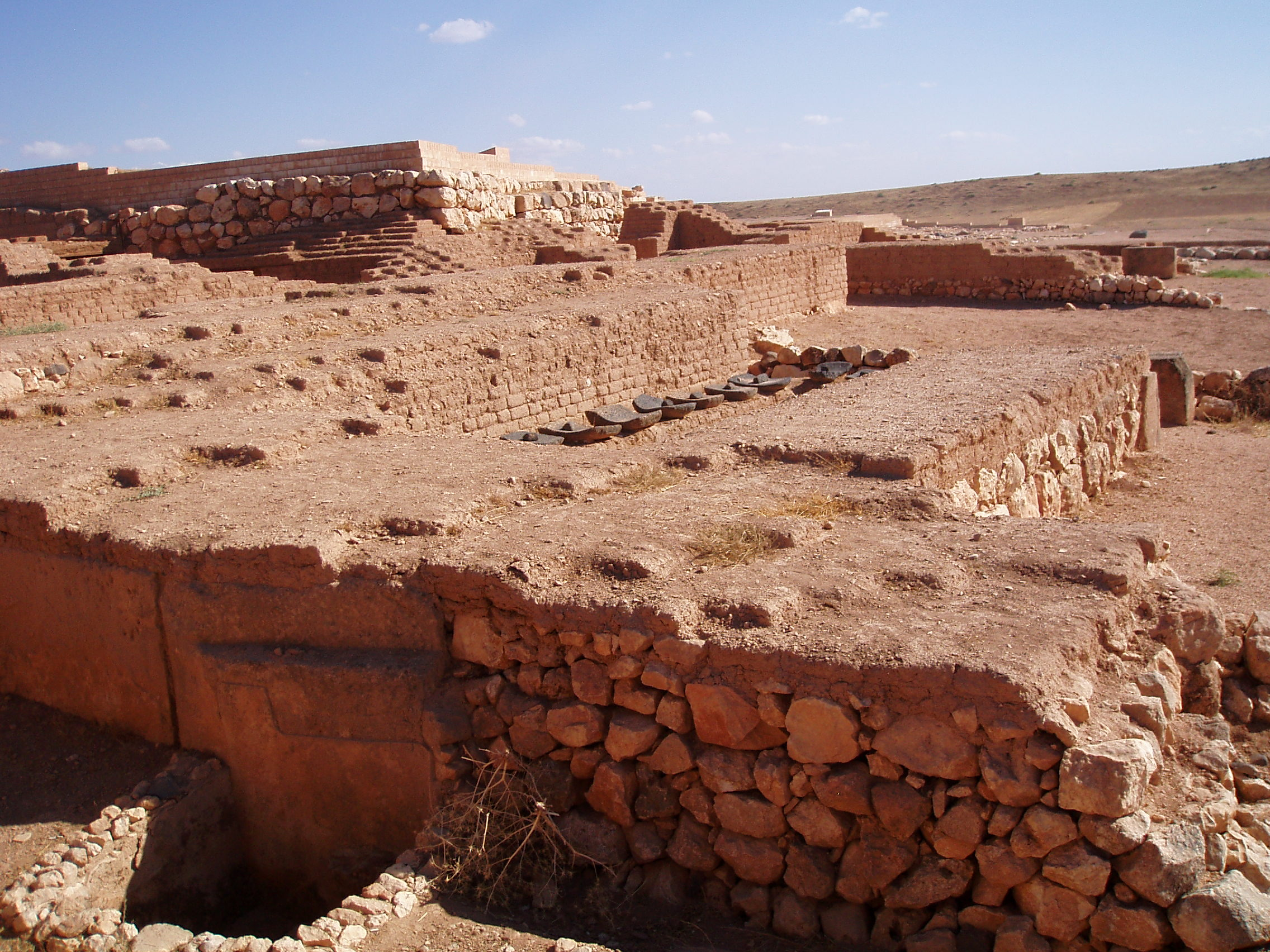
埃勃拉
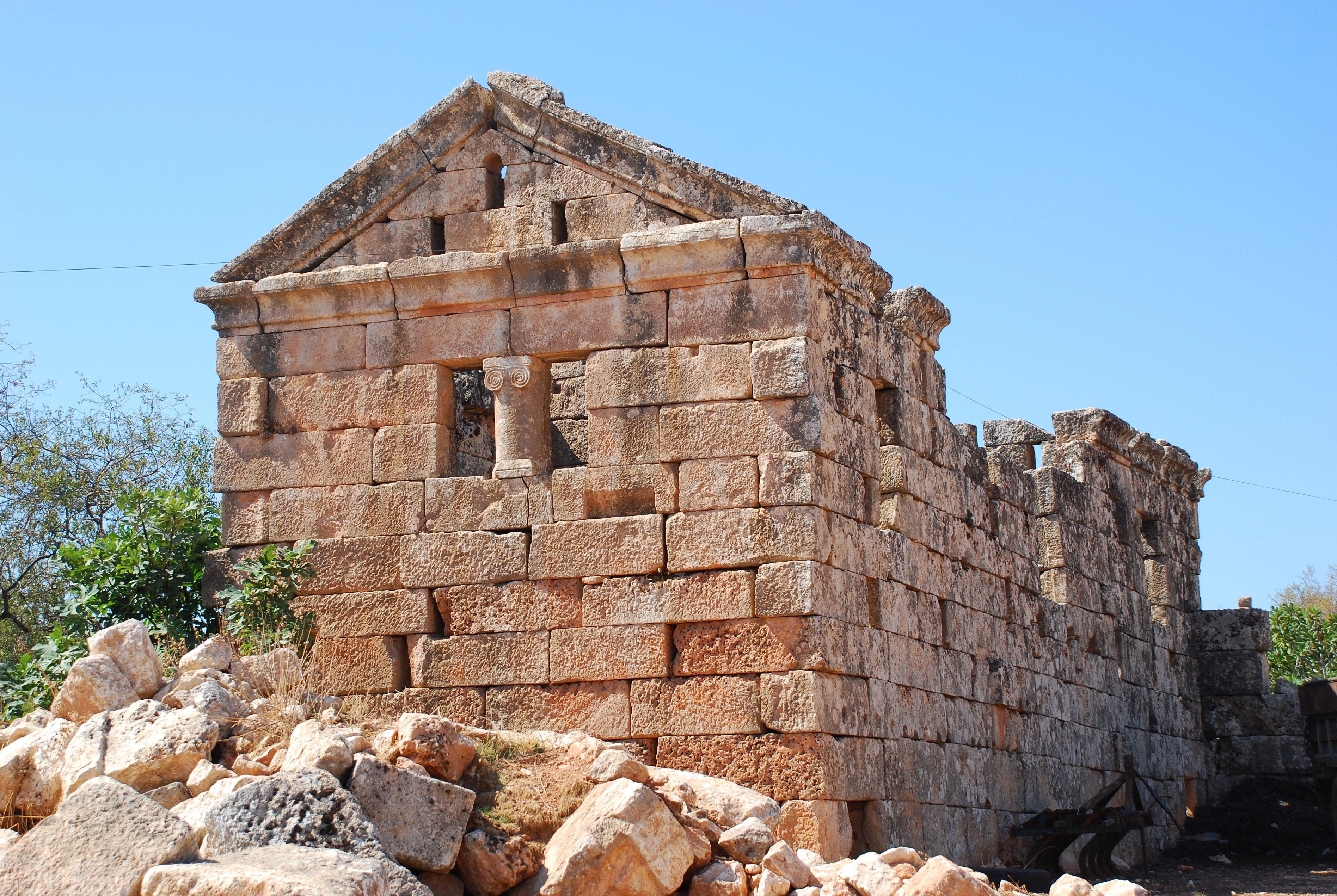
杰拉达定居点
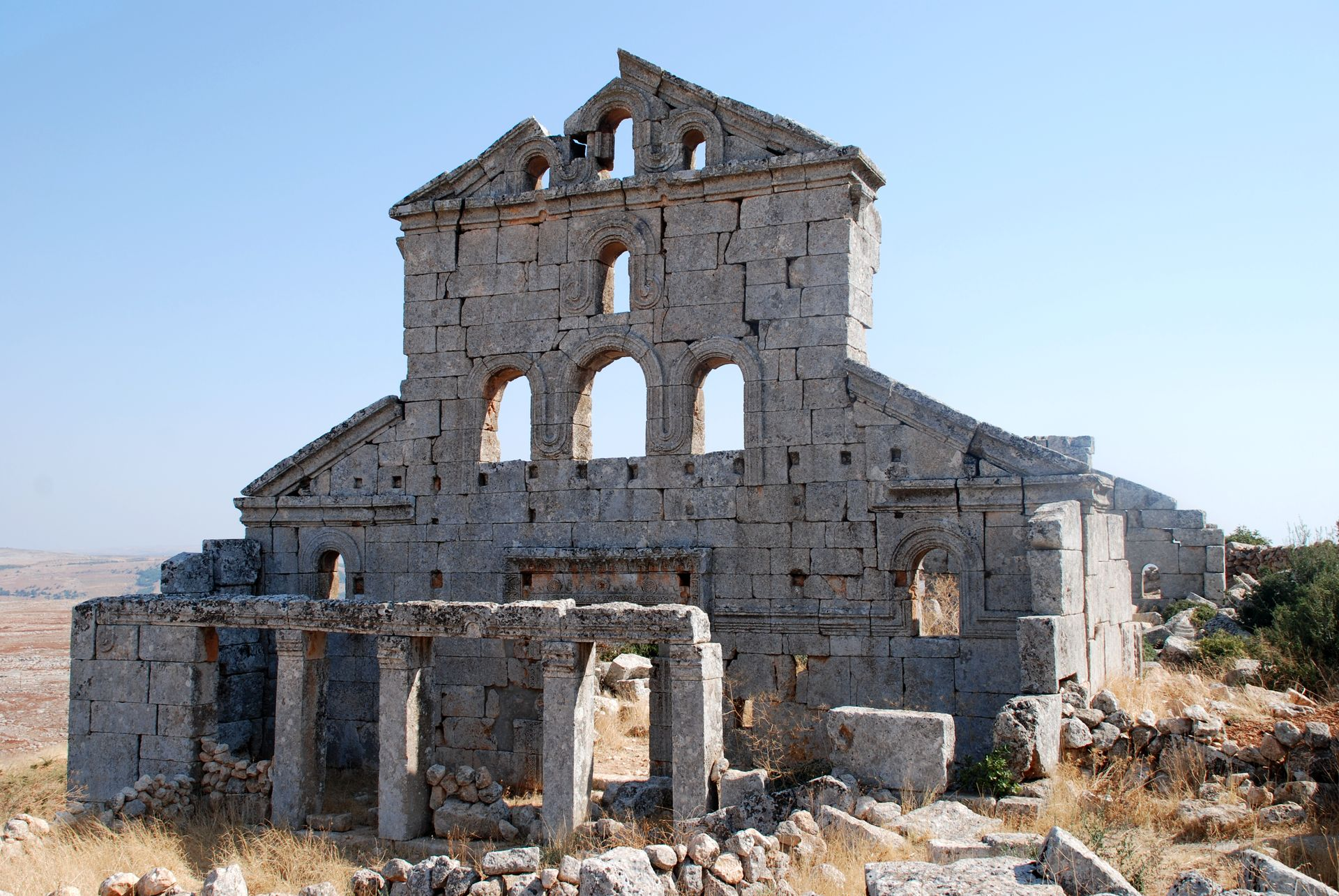
巴齐哈教堂